# Верхнее Пиртоярви
Верхнее Пиртоярви — озеро на территории Костомукшского городского округа Республики Карелии.

## Общие сведения
Площадь озера — 1 км², площадь водосборного бассейна — 383 км². Располагается на высоте 145,3 метров над уровнем моря.
Форма озера лопастная, продолговатая: оно вытянуто с запада на восток. Берега каменисто-песчаные, преимущественно возвышенные.
Через озеро протекает река Пирта, втекающая в реку Вуокинйоки, которая впадает в реку Судно. Последняя впадает в озеро Верхнее Куйто.
Озеро расположено в девяти километрах от Российско-финляндской границы.
Код объекта в государственном водном реестре — 02020000811102000004197.